# الصور (أبل)
الصور (بالإنجليزية: Photos) هو تطبيق لإدارة الصور وتحريرها طورته شركة أبل. تم إصداره كتطبيق مجمع في نظام التشغيل آي أو إس 8 في 17 سبتمبر 2014—ليحل محل لقطة الكاميرا—وتم إصداره كتطبيق مجمع لمستخدمي أو إس إكس يوسيميتي في تحديث 10.10.3 في 8 أبريل 2015. تم إصداره لنظام التشغيل تي في أو إس 10 في 13 سبتمبر 2016.

## التاريخ
في يونيو 2014، أعلنت شركة أبل عن خطتها لإيقاف تطبيقات آي فوتو وأبرتشير، واستبدالها بتطبيق جديد، الصور، في وقت ما في عام 2015 تم تضمين الصور مع تحديث أو إس إكس يوسيميتي 10.10.3، وتم إصداره كتحديث مجاني للمستخدمين في 8 أبريل 2015.
في 13 سبتمبر 2016، تم تضمين التطبيق لاحقًا في تي في أو إس 10.

## الميزات
تم تصميم تطبيق الصور ليكون أقل تعقيدًا من سابقه الاحترافي، أبرتشير. من خلال التحديث 4.0 (الذي تم إصداره مع ماك أو إس 10.14 موهافي)، قام تطبيق الصور بتنظيم الصور حسب «اللحظة»، كما تم تحديده باستخدام مزيج من بيانات الوقت والموقع المرفقة بالصورة. بدءًا من الإصدار 5.0 (الذي تم إصداره في عام 2019 مع ماك أو إس 10.15 كاتالينا)، يمكن بدلاً من ذلك تصفح الصور حسب السنة أو الشهر أو اليوم.

### التحرير
تتضمن الصور وظائف تحرير قوية يتم استخدامها باستخدام عناصر تحكم بسيطة، مثل زر التحسين التلقائي بنقرة واحدة.

### مكتبة صور آي كلاود
تم دمج مكتبة صور آي كلاود بشكل كبير في التطبيق، مما يحافظ على مزامنة الصور ومقاطع الفيديو مع أجهزة أبل المختلفة التي يحددها المستخدم (مثل أجهزة ماك بوك وآيفون وآي باد)، بما في ذلك عمليات التحرير وهياكل الألبوم. يعد تكامل iCloud اختياريًا، ولكنه أكثر أهمية بالنسبة إلى الصور مقارنةً بآي فوتو.

### الطباعة الاحترافية
مثل سابقاتها، تضمنت خدمة الصور في البداية عددًا من الخيارات للطباعة الاحترافية للصور، والتي يمكن بعد ذلك تحويلها اختياريًا إلى كتب أو تقويمات وإرسالها بالبريد إلى عنوان. مع الصور، أضافت أبل أنواعًا جديدة من المطبوعات، بما في ذلك الأحجام المربعة والقدرة على طباعة الصور البانورامية. في يوليو 2018، أعلنت أبل، عبر رسالة منبثقة في الصور، أنها ستوقف هذه الخدمات، مضيفة أنه يجب على المستخدمين تقديم أي طلبات نهائية بحلول 30 سبتمبر 2018.

### المشاركة
تتيح ميزة مشاركة الصور على آي كلاود مشاركة الصور مع الآخرين. ويمكن للآخرين عرض الصور المشتركة الموجودة أو الإعجاب بها أو التعليق عليها أو المساهمة بصور جديدة في الألبوم المشترك. وتشمل الطرق الأخرى للمشاركة البريد الإلكتروني أو منصة التواصل الاجتماعي التي يتم دمجها من خلال ملحقات آي أو إس أو تقنية آير دروب من نظير إلى نظير من أبل.

## النقد
لاحظ النقاد فقدان الوظائف في الصور مقارنة بسابقاتها. على سبيل المثال، لم يعد من الممكن ترتيب الصور كأحداث ولكن تم ترتيبها تلقائيًا زمنيًا في لحظات أو كان يجب وضعها في ألبومات. لم يسمح الأخير بالفرز التلقائي وكان من الضروري تكوين ألبومات ذكية بقواعد مخصصة محددة من قبل المستخدم للقيام بذلك. كان العملاء الذين كانوا يستخدمون تطبيق أبرتشير، الذي تخلت عنه أبل عند إصدار الصور، غاضبين بشكل خاص من فقدان الوظائف ذات المعايير المهنية. وجد عملاء أبل الذين قاموا بالترقية إلى أو إس إكس 10.11 إل كابيتان، الذي تم إطلاقه في عام 2015، أنه إذا لم يحصلوا أولاً على أحدث إصدار من آي فوتو قبل الترقية، فسيتم حظرهم من التطبيق دون سابق إنذار. نظرًا لإزالة آي فوتو من متجر تطبيقات ماك، لم يكن لديهم بديل سوى استخدام الصور.

## وصلات خارجية
- الموقع الرسمي
 (بالإنجليزية)
- الصور على آب ستور   (بالإنجليزية)